# راین (شهر اتریش)
راین (به آلمانی: Rinn) یک منطقهٔ مسکونی در اتریش است که در اینسبروک لند واقع شده‌است. راین ۱۰٫۶۵ کیلومتر مربع مساحت دارد ۹۱۸ متر بالاتر از سطح دریا واقع شده‌است.